# Тутушкин, Виктор Иванович
 Виктор Иванович Тутушкин (11 ноября 1902 — 8 июня 1976) — советский военачальник, участник Гражданской войны, Великой Отечественной войны. Генерал-майор танковых войск (1945).

## Биография

### Начальная биография
Родился 11 ноября 1902 года в с. Красный Полуостров Балашовский уезд Саратовская губерния (ныне Семёновское муниципальное образование, Аркадакский район, Саратовская область). Русский. 
Окончил 7 групп 2 ступени в Ставрополе (1926).
Член ВКП(б) с 1920 года.
Образование: Окончил Военно-политическую школу (1924), Курсы подготовки политсостава (1929), Ленинградские БТ КУКС (1932), АКУОС при Военной академии бронетанковых и механизированных войск(1944), ВАК при ВВА им. Ворошилова (1953).

### Служба в армии
В РККА с 15 июля 1918 года по 15 января 1922 года. В июне 1923 года вновь призван по партийной линии. С 15 июля 1918 года - красноармеец Балашовского красногвардейского отряда Южного фронта. С февраля 1919 года - красноармеец 3-й батареи 3-й бригады 23-й стрелковой дивизии Южного фронта.
С ноября 1919 года - на излечении в госпитале в  Балашове.
С января 1920 года  - красноармеец 11-го запасного пехотного полка (Саратов).
С апреля 1920 года  - курсант Телеграфно-телефонных курсов Юго-Западного фронта. С 15 августа 1920 года  - ст. телеграфист 23-й отд. телеграфно-телефонной роты связи Южного фронта и Украинского ВО.
С 15 января 1922 года  - находился в запасе.
С 15 июня 1923 года  - курсант Военно-политической школы (Северо-Кавказский ВО).
С января 1925 года  на излечении в госпитале.
С 27 апреля 1926 года  командир полковой школы 27-го Быкадоровского кавалерийского полка 5-й кавалерийской дивизии. С 6 октября 1926 года  - помощник командира эскадрона по политчасти 25-го Заамурского кавалерийского полка 5-й кавалерийской дивизии. С 12 ноября 1927 года  - политрук эскадрона 92-го кавалерийского полка 12-й кавалерийской дивизии.
Со 2 октября 1928 года  - слушатель Курсов подготовки политсостава.
С 29 августа 1929 года  - политрук эскадрона 92-го кавалерийского полка 12-й кавалерийской дивизии. Со 2 июня 1931 года  - командир взвода 69-го кавалерийского полка 12-й кавалерийской дивизии.
С 17 мая 1932 года  - слушатель Ленинградских бронетанковых курсов усовершенствования командного состава.
С 4 декабря 1932 года  - командир-политрук 12-го учебного полка (так в УПК вероятно ошибка, правильно командир учебного эскадрона 12-го механизированного полка) 12-й кавалерийской дивизии.
23.11.1935 года  назначен начальником штаба механизированного дивизиона кавалерийских КУКС (Северо-Кавказского ВО). 21.05.1936 года назначен начальником штаба отд. танкового батальона 22-й стрелковой дивизии. С октября 1938 года  - командир 328-го (66-го) отд. танкового батальона 66-й стрелковой дивизии. С 21 марта 1940 года  - начальник АБТС 32-й стрелковой дивизии 1-й ОК ДВА. С 28 июля 1940 года  - старший инструктор АБТО 1-й ОКА. С 12 декабря 1940 года  - помощник командира по строевой части 45-й легкотанковой бригады. 
5 апреля 1941 года  назначен начальником автотранспортной службы 30-го механизированного корпуса. С 21 мая 1941 года  - помощник командира по технической части 60-й танковой дивизии 15-й армии Дальневосточного фронта.

### В годы Великой Отечественной войны
Начало Великой Отечественной войны встретил в прежней должности. С 13 июня 1942 года - начальник АБТВ 6-го гв. стрелкового корпуса. С 8 мая 1943 года - и.д. командира 179-й танковой бригады. 2 декабря 1943 г. переформирована в 42-й учебно-танковый полк.
С января 1944 года слушатель Академических курсов усовершенствования офицерского состава при ВА БТ и МВ им. Сталина. Аттестован 25 апреля 1944 года.
С 6 июня 1944 года - командир 91-й танковой бригады. За образцовое выполнение заданий командования в боях с немецкими захватчиками, за овладение городами  Перемышль и Ярослав и проявленные при этом доблесть и мужество бригада под его командованием Указом Президиума ВС СССР от 10.08.1944 награждена орденом Богдана Хмельницкого II степени.
С 6 августа 1945 года - командир 80-го гв. тяжелого танкового полка 9-й механизированной дивизии 3-й гвардейской танковой армии (Центральная группа войск). С 9 октября 1946 года - Заместитель командира 29-й гв. танковой дивизии (Белорусский военный округ).
9 августа 1948 года назначен заместителем командира 85-го стрелкового корпуса по БТВ (Приморский военный округ).
20 декабря 1952 года зачислен слушателем Высших академических курсов при Высшей военной академии им. Ворошилова.
С 3 ноября 1953 года — заместитель командира 4-го гвардейского стрелкового корпуса по БТ и МВ (Ленинградский ВО). 26.01.1954 года назначен помощником командира 4-го гвардейского стрелкового корпуса по БТ технике — начальник техотдела корпуса (Ленинградский и Прибалтийский военный округ).
Приказом Министра Обороны СССР 26 ноября 1956 года уволен из кадров СА в запас по ст. 59 б с правом ношения военной формы одежды. Жил в Ленинграде.
Умер 8 июня 1976 года в Ленинграде. Похоронен в Ленинграде.

## Награды
- Орден Ленина (21 февраля 1945)[5]
- три ордена Красного Знамени (11 февраля 1943[6], 3 ноября 1944[7], 2 июня 1949[8])
- Орден Суворова II степени (6 апреля 1945)[9]
- Орден Кутузова II степени (31 мая 1945) — за умелое и мужественное руководство боевыми операциями и за достигнутые в результате этих операций успехи в боях с немецко-фашистскими захватчиками[10]
- Орден Александра Невского (30 августа 1944)[11]

Медали:
- «XX лет РККА» (1938)
- «За победу над Германией в ВОВ 1941-1945 гг.» (9 мая 1945)[12]
- «За взятие Берлина» (9 июня 1945)[13]
- «За освобождение Праги» (9 июня 1945)[14]
- «30 лет СА и флота»
- Знак МО СССР «25 лет Победы в Великой Отечественной войне» (24 апреля 1970[15])

Представлялся к званию Героя Советского Союза.

## Память
- На могиле установлен надгробный памятник.
- Имя воина увековечено в Главном Храме Вооружённых сил России, и навсегда запечатлено на мемориале «Дорога памяти» [17]